# Canton (Ohio)
Canton – miasto w Stanach Zjednoczonych, w północno-wschodniej części stanu Ohio, siedziba hrabstwa Stark. 
W mieście znajdował się "dom potwora" Ariela Castro, który w latach 2002 i 2004 porwał łącznie 3 kobiety i przetrzymywał je przez ponad 10 lat. Dopiero w maju 2013 roku kobietom udało się zbiec. Castro został aresztowany, skazany na dożywocie na 1000 lat, potem popełnił samobójstwo w celi. Na Google Street View zdjęcie z 2009 roku domu zostało ocenzurowane, ponieważ wykonano je, kiedy w domu nadal więzione były 3 kobiety.
| Dom Ariela Castro w 2013 roku | Posesja Ariela Castro po zburzeniu domu w 2014 roku |

## Dane ogólne
- Powierzchnia: 68,4 km²
- Liczba ludności: 70.872 (2020)[5]
- Metropolia: 399.316
- Położenie geograficzne: 40° 48′ N 81° 22′ W
- Skład populacji (główne miasto): biali nielatynoscy (60,8%), Afroamerykanie (25,1%), rasy mieszanej (10,4%), Latynosi (5,1%) i Azjaci (0,5%)[5].

## Historia
Osada założona w 1805 roku. Prawa miejskie Canton posiada od 1854 roku.
Obecnie w mieście funkcjonują przedsiębiorstwa specjalizujące się w przemyśle maszynowym, metalowym, gumowym, materiałów budowlanych oraz hutniczym. Canton posiada port lotniczy; jest również uznawane za zagłębie węgla brunatnego.

## Media

### Telewizja
1. Channel 17: WDLI - (TBN)
2. Channel 52: WIVM - (A1)
3. Channel 67: WOAC - (SAH)

## Miasta partnerskie
- Akka, Izrael